# Bjarte Engen Vik
Pour les articles homonymes, voir Vik (homonymie).
Bjarte Engen Vik est un coureur norvégien du combiné nordique né le 3 mars 1971 à Tromsø. Il est double champion olympique en 1998, en individuel et en relais et est sextuple champion du monde dont deux fois en individuel. Il ajoute à ce palmarès deux globes de cristal pour avoir remporté la Coupe du monde en 1998 et 1999.

## Biographie
Il reçoit ses premiers skis à l'âge de trois ans et prend inspiration du sportif local Sverre Stenersen, champion olympique en 1956.
Membre du club de Bardufoss, il obtient sa première sélection internationale aux Championnats du monde junior en 1990, où il remporte la médaille d'or à l'épreuve par équipes. Un an plus tard, il fait ses débuts dans la Coupe du monde à Bad Gastein (12e et premiers points). Pour commencer la saison 1992-1993, il est directement sur le podium avec une troisième place à Vuokatti. Son deuxième meilleur résultat de l'hiver est une quatrième place en individuel aux Championnats du monde à Falun.
Lors de la saison 1993-1994, il est toujours présent dans le top dix dans les courses de Coupe du monde (au pire dixième), terminant une fois sur le podium à Trondheim et six fois quatrième, pour prendre le quatrième rang au classement général. Sur les Jeux olympiques de Lillehammer, il remporte la médaille de bronze en individuel, gagné par son compatriote et ami Fred Børre Lundberg et la médaille d'argent à l'épreuve par équipes, où les Japonais dominent largement la compétition. Il se fait opérer de l'épaule dont il s'est disloqué quelques années auparavant. Il s'est fracturé le bras trois fois, des côtes et aux jambes durant sa carrière.
En 1994-1995, il obtient la bagatelle de six podiums, mais la victoire lui échappe toujours, faute notamment à Kenji Ogiwara qui domine le classement général, Vik se plaçant deuxième. Il est aussi médaillé d'argent par équipes aux Championnats du monde à Thunder Bay, même s'il est seulement septième sur l'individuel. En 1996, son classement général est moins bon (quatrième), mais il remporte deux succès prestigieux en fin de saison à Lahti et Oslo.
En 1997, il devient vice-champion du monde en individuel à Trondheim derrière Ogiwara, en tête du saut, qui l'attaque dans le final après que Vik le rattrape à skis. Il y est aussi champion du monde par équipes avec Halldor Skard, Knut Tore Apeland et Fred Børre Lundberg. Sur sa lancée, il gagne les trois manches de fin de saison, deux à Holmenkollen (sprint et Gundersen) et une à Strbske Pleso pour prendre le troisième rang au classement général.
Aux Jeux olympiques d'hiver de 1998, à Nagano, il remporte le titre individuel devant Samppa Lajunen (17 ans) après avoir dominé le concours de saut, puis le titre à la compétition par équipes. À l'issue de la saison, il s'adjuge pour la première fois le classement général de la Coupe du monde, ayant fini premier sur cinq manches et à chaque fois dans le top dix.
En 1999, il atteint le sommet de sa carrière, gagnant la Coupe du monde de nouveau, avec neuf manches remportées à la clé, dont la Coupe de la Forêt-Noire à Schonach, puis en devenant double champion du monde à Ramsau am Dachstein. Il obtient la médaille d'argent à l'épreuve par équipes.
En gagnant les deux courses à Olso en 2000, il établit le nombre record de victoires au Festival de ski de Holmenkollen en combiné avec sept unités et est le seul avec au moins cinq victoires avec Lauritz Bergendahl, Johan Grøttumsbråten et Rauno Miettinen. Il totalise quatre victoires cet hiver et est deuxième derrière Lajunen au classement de la Coupe du monde.
2000-2001 est sa dernière saison, ce qui ne l'empêche pas d'occuper le devant de la scène avec dix podiums dont deux victoires (3e mondial). À Lahti, sur les Championnats du monde, il conserve son titre sur l'individuel (où il effectue le meilleur saut) et regagne celui par équipes. Il justifie sa retraite sportive par un manque de motivation (même avec les Jeux olympiques de 2002 à venir) et se dit satisfait de sa carrière.

## Palmarès

### Jeux olympiques d'hiver

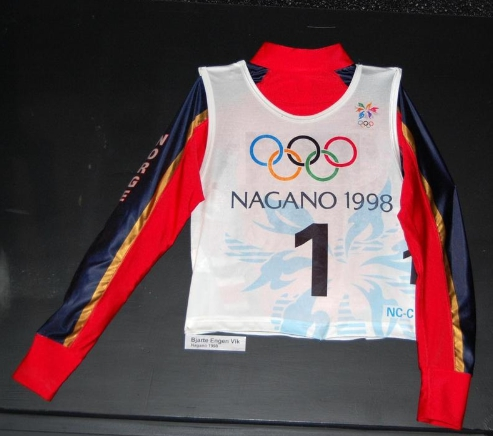
Dossard de Bjarte Engen Vik lors des JO de Nagano.

| Épreuve / Édition | Épreuve / Édition | Lillehammer 1994 | Nagano 1998 |
| Gundersen         | Gundersen         | Bronze           | Or          |
| Par équipes       | Par équipes       | Argent           | Or          |

### Championnats du monde
| Épreuve / Édition | Épreuve / Édition | Falun 1993                       | Thunder Bay 1995                 | Trondheim 1997                   | Ramsau 1999 | Lahti 2001 |
| ----------------- | ----------------- | -------------------------------- | -------------------------------- | -------------------------------- | ----------- | ---------- |
| Sprint            | Sprint            | Épreuve inexistante à cette date | Épreuve inexistante à cette date | Épreuve inexistante à cette date | Or          | 9e         |
| Gundersen         | Gundersen         | 4e                               | 7e                               | Argent                           | Or          | Or         |
| Par équipes       | Par équipes       |                                  | Argent                           | Or                               | Argent      | Or         |

### Coupe du monde
- Vainqueur du classement général en 1998 et 1999.
- 2e du classement du sprint en 1999 et 2000.
- 61 podiums individuels : 26 victoires, 20 deuxièmes places et 15 troisièmes places.
- 2 podiums par équipes (2 troisièmes places).

#### Différents classements en Coupe du monde
| Année     | Classement général final |
| 1990-1991 | 30e                      |
| 1991-1992 | 17e                      |
| 1992-1993 | 11e                      |
| 1993-1994 | 4e                       |
| 1994-1995 | 2e                       |
| 1995-1996 | 4e                       |
| 1996-1997 | 3e                       |
| 1997-1998 | 1er                      |
| 1998-1999 | 1er                      |
| 1999-2000 | 2e                       |
| 2000-2001 | 3e                       |

#### Détail des victoires individuelles
| Saison    | Victoires |
| 1995-1996 | Lahti (IN 15 km), Oslo (IN 15 km) |
| 1996-1997 | Oslo (IN 15 km et sprint 7,5 km), Štrbské Pleso (IN 15 km) |
| 1997-1998 | Rovaniemi (IN 15 km), Ramsau (IN 15 km), Sapporo (IN 15 km), Lahti (IN 15 km), Oslo (IN 15 km) |
| 1998-1999 | Lillehammer (IN 15 km), Steamboat Springs, Schonach (IN 15 km), Štrbské Pleso (IN 15 km), Liberec (IN 15 km), Saint-Moritz (SP 7,5 km), Val di Fiemme (IN 15 km), Oslo (IN 15 km), Zakopane (IN 15km) |
| 1999-2000 | Reit im Winkl, Schonach (IN 15 km), Hakuba (IN 15 km), Oslo (IN 15 km et sprint 7,5 km) |
| 2000-2001 | Lillehammer (IN 15 km), Reit im Winkl (IN 10 km) |

légende :
 IN : individuel Gundersen 
 SP : sprint  

### Championnats de Norvège
Il est six fois champion de Norvège consécutivement entre 1996 et 2001.

## Distinctions
Il a reçu la Médaille Holmenkollen en 1997, récompensé pour ses victoires à Holmenkollen en combiné nordique avec sept succès, un record.